# Strzyżowski
Strzyżowski là một huyện thuộc tỉnh Podkarpackie của Ba Lan. Huyện có diện tích 504 km². Đến ngày 1 tháng 1 năm 2011, dân số của huyện là 61897 người và mật độ 123 người/km².